# Hercule Poirot (série de films)
 Pour plus de détails, voir Fiche technique et Distribution
Hercule Poirot est une franchise cinématographique américano-britannique réalisée par Kenneth Branagh, qui interprète également le rôle titre. Elle est basée sur le personnage de Hercule Poirot créé par Agatha Christie.

## Liste des films
- Le Crime de l'Orient-Express (2017)
- Mort sur le Nil (2022)
- Mystère à Venise (2023)

## Synopsis

### Le Crime de l'Orient-Express(2017)
Il s'agit de l'adaptation cinématographique du roman du même nom d'Agatha Christie sorti en 1934.
Le célèbre détective belge Hercule Poirot prend l'Orient-Express à Istanbul pour rentrer à Londres. Alors que le train se retrouve bloqué par la neige dans les montagnes yougoslaves, Samuel Ratchett, un riche Américain, est assassiné. À la demande de son ami M. Bouc, directeur de la ligne, Poirot se met à enquêter pour découvrir le meurtrier parmi les passagers.

### Mort sur le Nil(2022)
Il s'agit de l'adaptation cinématographique du roman du même nom d'Agatha Christie sorti en 1937, qui fait suite au film Le Crime de l'Orient-Express (2017).
Après l'enquête dans l'Orient-Express, Hercule Poirot doit enquêter sur un meurtre perpétré à bord d'un navire de croisière sur le Nil. En effet, la riche et belle héritière Linnet Ridgeway s'éprend de Simon Doyle, le fiancé de sa meilleure amie, Jacqueline de Bellefort, et l'épouse dans la foulée. Partis en voyage de noces, les jeunes mariés sont poursuivis par la jeune femme délaissée, dans leurs étapes successives, jusqu'en Égypte, où ils séjournent dans un hôtel où se trouve également Poirot, qui pressent une situation dramatique. Ce dernier, les jeunes mariés et leur poursuivante, ainsi que divers clients « aisés » de l'hôtel se retrouvent fortuitement pour faire une croisière à bord du vapeur S. S. Karnak… Jusqu'au jour où Linnet est retrouvée assassinée. La suspecte la plus probable, Jacqueline, qui nourrissait une grande haine envers celle-ci, est pourtant une des seules personnes à avoir un alibi inattaquable. Mais Hercule Poirot n'est pas dupe et ses « cellules grises » vont mettre à mal tous les alibis et révéler une machination diabolique.

### Mystère à Venise(2023)
Il s'agit de l'adaptation cinématographique du roman La Fête du potiron d'Agatha Christie sorti en 1969, il fait suite aux films Le Crime de l'Orient-Express (2017) et Mort sur le Nil (2022).
Hercule Poirot est désormais à la retraite à Venise. Dans cette ville sinistrée par la Seconde Guerre mondiale, il se retrouve à assister à une séance de spiritisme dans un vieux palazzo prétendument hanté. C'est alors que la médium est assassinée. Le détective retraité va devoir reprendre du service.

## Fiche technique
Sauf indication contraire, les informations mentionnées dans cette section peuvent être confirmées par la base de données cinématographiques IMDb,  présente dans la section « Liens externes ».
| Titre              | Le Crime de l'Orient-Express (2017)                                                                          | Mort sur le Nil (2022)                                                                                    | Mystère à Venise (2023)                                                                    |
| ------------------ | --- | --- | ------------------------------------------------------------------------------------------ |
| Titre original     | Murder on the Orient Express                                                                                 | Death on the Nile                                                                                         | A Haunting in Venice                                                                       |
| Réalisateur        | Kenneth Branagh                                                                                              | Kenneth Branagh                                                                                           | Kenneth Branagh                                                                            |
| Scénariste         | Michael Green                                                                                                | Michael Green                                                                                             | Michael Green                                                                              |
| Musique            | Patrick Doyle                                                                                                | Patrick Doyle                                                                                             | Hildur Guðnadóttir                                                                         |
| Photographie       | Haris Zambarloukos (en)                                                                                      | Haris Zambarloukos (en)                                                                                   | Haris Zambarloukos (en)                                                                    |
| Production         | Kenneth Branagh, Mark Gordon, Judy Hofflund, Simon Kinberg, Michael Schaefer (en), Ridley Scott, Aditya Sood | Kenneth Branagh, Mark Gordon, Judy Hofflund, Simon Kinberg, Ridley Scott, Kevin J. Walsh, Matthew Jenkins | Kenneth Branagh, Judy Hofflund, Mark Gordon, Simon Kinberg, Ridley Scott et James Prichard |
| Montage            | Mick Audsley                                                                                                 | Úna Ní Dhonghaíle                                                                                         | Lucy Donaldson                                                                             |
| Dates de sortie /  | 10 novembre 2017                                                                                             | 11 février 2022                                                                                           | 15 septembre 2023                                                                          |
| Dates de sortie    | 13 décembre 2017                                                                                             | 9 février 2022                                                                                            | 13 septembre 2023                                                                          |
| Durée              | 114 minutes                                                                                                  | 127 minutes                                                                                               | 103 minutes                                                                                |
| Pays de production | États-Unis                                                                                                   | États-Unis                                                                                                | États-Unis                                                                                 |
| Pays de production | Royaume-Uni                                                                                                  | |                                                                                            |
| Budget             | 55 000 000 $                                                                                                 | 90 000 000 $                                                                                              | 60 000 000 $                                                                               |
| Genres             | policier, films à énigme, whodunit                                                                           | policier, films à énigme, whodunit                                                                        | policier, films à énigme, whodunit                                                         |
| Distributeurs      | 20th Century Studios                                                                                         | 20th Century Studios                                                                                      | 20th Century Studios                                                                       |

## Distribution et personnages récurrents
| Personnages            | Le Crime de l'Orient-Express (2017) | Mort sur le Nil (2022) | Mystère à Venise (2023) |
| ---------------------- | ----------------------------------- | ---------------------- | ----------------------- |
| Hercule Poirot         | Kenneth Branagh                     | Kenneth Branagh        | Kenneth Branagh         |
| M. Bouc                | Tom Bateman                         | Tom Bateman            |                         |
| Mary Hermione Debenham | Daisy Ridley                        |                        |                         |
| Caroline Hubbard       | Michelle Pfeiffer                   |                        |                         |
| Pilar Estravados       | Penélope Cruz                       |                        |                         |
| Natalya Dragomiroff    | Judi Dench                          |                        |                         |
| Linnet Ridgeway        |                                     | Gal Gadot              |                         |
| Euphemia Bouc          |                                     | Annette Bening         |                         |
| Dr Windlesham          |                                     | Russell Brand          |                         |
| Simon Doyle            |                                     | Armie Hammer           |                         |
| Ariadne Oliver         |                                     |                        | Tina Fey                |
| Maxime Gerard          |                                     |                        | Kyle Allen              |
| Olga Seminoff          |                                     |                        | Camille Cottin          |
| Dr Leslie Ferrier      |                                     |                        | Jamie Dornan            |

## Chronologie de l'intrigue
| Film                         | Année de l'histoire | Année de sortie du film |
| ---------------------------- | ------------------- | ----------------------- |
| Le Crime de l'Orient-Express | 1934                | 2017                    |
| Mort sur le Nil              | 1937                | 2022                    |
| Mystère à Venise             | 1947                | 2023                    |

## Accueil

### Critique
| Film                         | Rotten Tomatoes      | Metacritic            | AlloCiné             |
| ---------------------------- | -------------------- | --------------------- | -------------------- |
| Le Crime de l'Orient-Express | 60 % (300 critiques) | 52/100 (46 critiques) | 2,8/5 (24 critiques) |
| Mort sur le Nil              | 62 % (291 critiques) | 52/100 (51 critiques) | 3/5 (23 critiques)   |
| Mystère à Venise             | 76 % (298 critiques) | 63/100 (52 critiques) | 2,8/5 (17 critiques) |

### Box-office
| Film                         | Budget        | Box-office        | Box-office     | Box-office    | Nombre d'entrées  |
| Film                         | Budget        | États-Unis Canada | Reste du monde | Monde         | France            |
| ---------------------------- | ------------- | ----------------- | -------------- | ------------- | ----------------- |
| Le Crime de l'Orient-Express | 55 000 000 $  | 102 826 543 $     | 249 967 538 $  | 352 794 081 $ | 1 464 983 entrées |
| Mort sur le Nil              | 90 000 000 $  | 45 630 104 $      | 91 677 131 $   | 137 307 235 $ | 870 902 entrées   |
| Mystère à Venise             | 60 000 000 $  | 42 471 412 $      | 79 819 044 $   | 122 290 456 $ | 756 736 entrées   |
| Totaux                       | 205 000 000 $ | 190 928 059 $     | 421 463 713 $  | 612 391 772 $ | 3 092 621 entrées |